# Viktor Ageev
Viktor Ivanovič Ageev (in russo Виктор Иванович Агеев?; Mosca, 29 aprile 1936 – 30 gennaio 2023) è stato un pallanuotista sovietico, vincitore di una medaglia d'argento alle olimpiadi di Roma 1960 e di due medaglie di bronzo a Tokyo 1964 e Melbourne 1958.